# Agrippa Furius Fusus
Agrippa Furius Fusus war gemäß der Überlieferung römischer Konsul im Jahre 446 v. Chr. zusammen mit Titus Quinctius Capitolinus Barbatus, der zum vierten Mal das Konsulat innehatte.
Agrippa Furius wird in der Überlieferung bei Titus Livius und bei Diodor ohne Cognomen erwähnt.
Im Jahre 446 soll Rom einen erfolgreichen Feldzug gegen die Volsker unternommen haben. Dieser Feldzug ist bei Livius breit ausgeschmückt. So soll Furius sich dem erfahreneren Amtskollegen Titus Quinctius untergeordnet haben und besondere Tapferkeit in der Schlacht bewiesen haben. Die Ausschmückungen des Livius müssen als unhistorisch angesehen werden.